# 1874 aux États-Unis
Pour des articles plus généraux, voir Chronologie des États-Unis et 1874.
Chronologie des États-Unis
- 1870
- 1871
- 1872
- 1873
- 1874
- 1875
- 1876
- 1877
- 1878

Cette page concerne des événements d'actualité qui se sont produits durant l'année 1874 du calendrier grégorien aux États-Unis.

## Gouvernement
- Président : Ulysses S. Grant
- Vice-président : Henry Wilson
- Secrétaire d'État : Hamilton Fish
- Chambre des représentants : Président James G. Blaine

## Événements

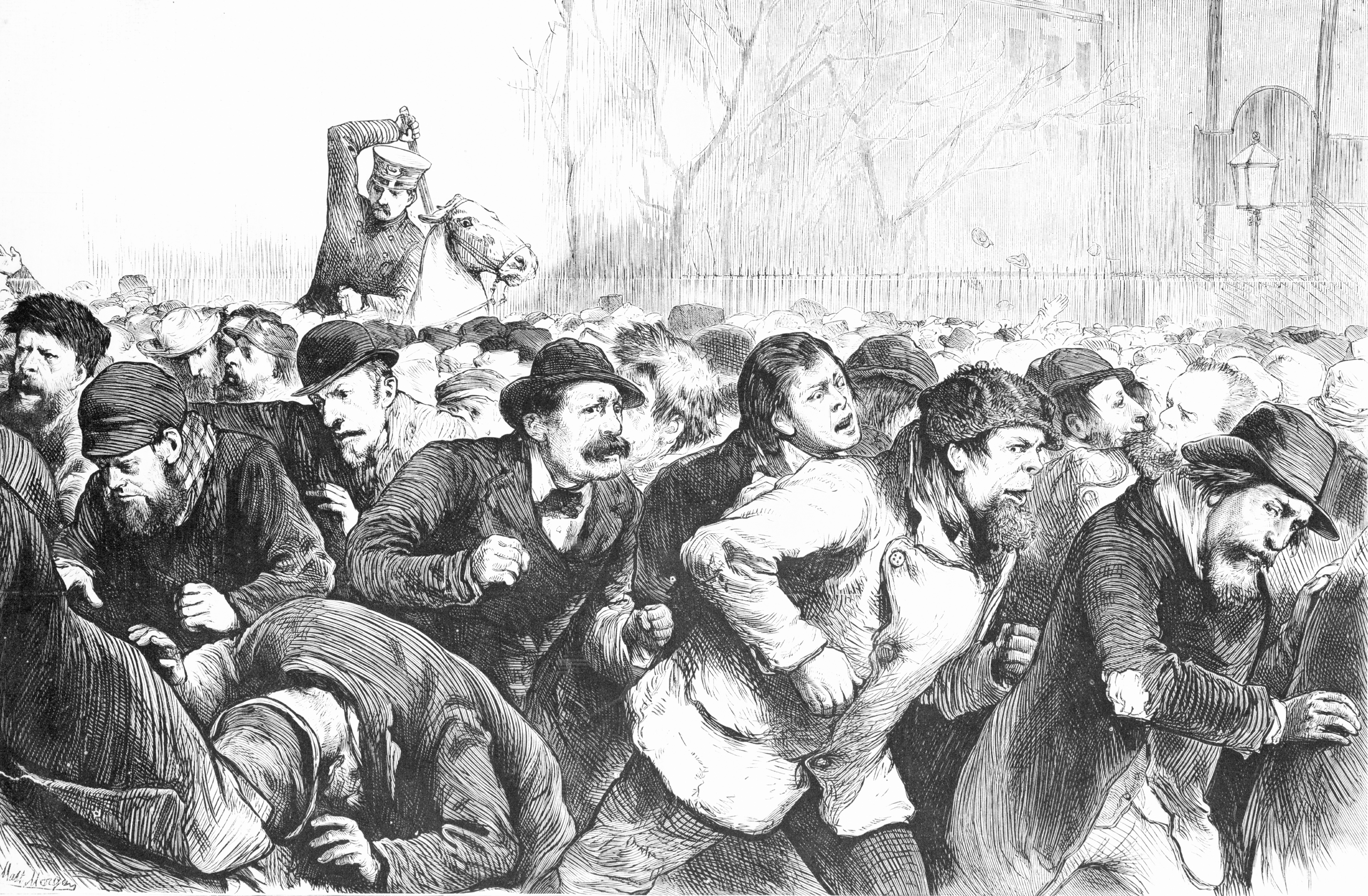
13 janvier : Tompkins square riot à New York

- Janvier : manifestation à New York réprimée violemment par la police montée. Grèves dans les filatures de Fall River (Massachusetts). « Grande Grève » des mines d’anthracite de Pennsylvanie, au cours de laquelle des Irlandais syndiqués, les « Molly Maguires », sont accusés d’actes de violence sur le témoignage d’un enquêteur infiltré et condamnés. Dix-neuf d’entre eux sont exécutés.
- Janvier à mars : 90 000 travailleurs au chômage, dont près de la moitié sont des femmes, doivent dormir dans les postes de police de New York pendant les trois premiers mois de l’année.
- 22 avril : le président Grant met son veto au Legal Tender Act, loi qui prévoyait l’émission de 18 millions de dollars en papier-monnaie.
- 27 juin : les Comanches, les Kiowas et d'autres tribus amérindiennes dirigés par le chef Quanah Parker attaquent Adobe Walls au Texas. Début de la Guerre contre les Indiens de la Red River en Oklahoma (1874-1875).
- 2 juillet : expédition dans les Black Hills, territoire des Sioux (Dakota du Sud), menée par Custer. Découverte d’importants gisements aurifères dans les Black Hills.
- 14 juillet : un incendie ravage le sud du centre-ville de Chicago. 812 bâtiments sont détruits et 20 personnes perdent la vie.
- 4 novembre : les démocrates reprennent la majorité au Congrès aux élections de mi-mandat.
- 24 novembre : Joseph F. Glidden dépose le brevet d'invention d’un modèle particulièrement résistant de fil de fer barbelé, qui contribue à la colonisation agricole de la prairie[1].
- 25 novembre : création du Greenback Party parti politique indépendant qui regroupe surtout des fermiers de l’Ouest financièrement touchés par la panique de 1873.

jour non précisé
- The Gilded Age (Âge du Toc), roman de Mark Twain, écrit en collaboration avec C. D. Warner, qui décrit la puissance de la corruption dans l’Amérique de l’après-guerre civile. Il donne son nom à la période de l'histoire des États-Unis entre 1865 et 1901.